# Boleslav Hammer

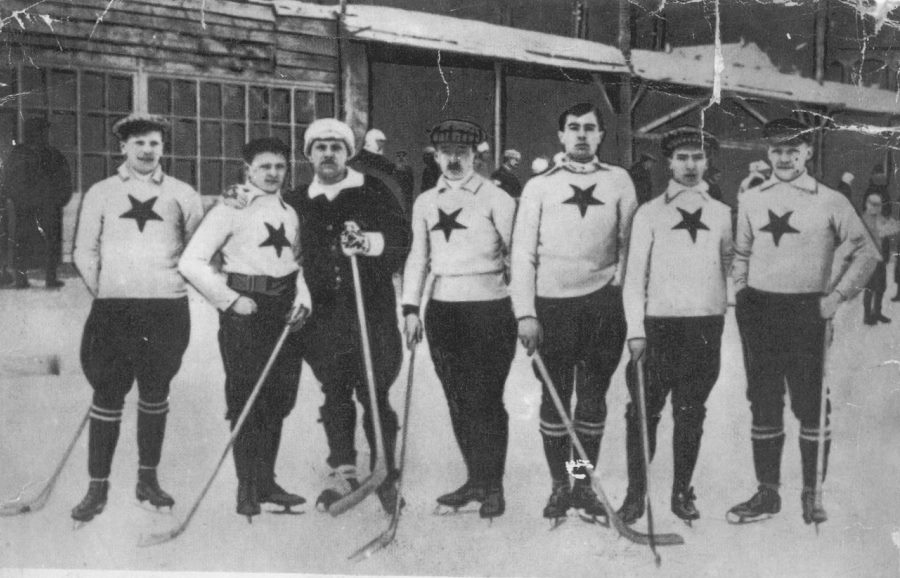
České hokejové mužstvo v roce 1909. Zleva: Otakar Vindyš, Boleslav Hammer, Josef Gruss, Jan Fleischmann, Jaroslav Jarkovský, Jan Palouš a Ctibor Malý.

Boleslav Hammer (18. března 1881 Smíchov – 9. října 1913 Smíchov) byl český hokejový obránce, jeden z hokejových průkopníků v Čechách a právník. Hrál v klubu SK Slavia Praha. V roce 1909 se stal účastníkem prvního mezinárodního hokejového turnaje ve francouzském Chamonix. Na turnaji hrál na pozici pravého obránce a nastoupil do všech čtyř utkání, které český tým odehrál. Dalších zápasů v reprezentaci se již nedočkal. Zemřel v říjnu roku 1913.